# ملفين روبرتسون
ملفين روبرتسون (بالإنجليزية: Melvin Robertson)‏ هو مدير فني أمريكي، ولد في 25 مايو 1928.